# Río Clarín
El río Clarín es un curso de agua del norte de la península ibérica, afluente del Clarión. Discurre por Cantabria.

## Curso
El río nace de unas fuentes sitas en la localidad cántabra de San Miguel de Aras y discurre hasta desembocar en el Clarión a la altura de San Mamés. Aparece descrito en el sexto volumen del Diccionario geográfico-estadístico-histórico de España y sus posesiones de Ultramar de Pascual Madoz con las siguientes palabras:

CLARIN: r. en la prov. de Santander, part. jud. de Laredo: nace de las fuentes llamadas las Cuvias en el l. de San Miguel de Aras; corre de S. á N., pasando por los pueblos de San Pantaleon de Aras, Badamos y San Mames, donde se une al Clarion; en casi todos ellos le cruza algun puente de piedra, y mueve varios molinos. Este r. es tan caudaloso en varias épocas del invierno, que llega á cubrir los puentes, impidiendo el paso por ellos; no asi en el estio que solo conserva agua para dar movimiento á una rueda de molino. Abunda en truchas, anguilas, cangrejos y otros peces.
(Madoz, 1847, p. 476)